# ماریا اریش
ماریا اریش (انگلیسی: Maria Ehrich؛ زادهٔ ۲۶ فوریهٔ ۱۹۹۳) یک هنرپیشه اهل آلمان است. 
از فیلم‌ها یا برنامه‌های تلویزیونی که وی در آنها نقش داشته‌است می‌توان به یاقوتی اشاره کرد.